# Human Potential Movement
Die Entstehung des Human Potential Movement (Abkürzung HPM) ist eng mit der humanistischen Psychologie verbunden und stark von Theorien von Abraham Maslow über die seelische Gesundheit beeinflusst. Wichtige Impulse für das HPM gingen unter anderem auch von Fritz Perls, Viktor Frankl und Carl Rogers aus.

## Geschichte
Das Human Potential Movement entstand in den 1960er Jahren und ging primär vom US-Bundesstaat Kalifornien aus. Es bezieht sich auf Erkenntnisse der humanistischen Psychologie und erwuchs aus der Idee, dass in vielen Menschen ein noch unausgeschöpftes Entwicklungspotenzial schlummere. Die Bewegung stützt sich auf die Prämisse, dass Menschen durch die Entfaltung ihres Entwicklungspotenzials ihre Lebensqualität verbessern und ein Leben in emotionaler Ausgeglichenheit, Kreativität und Erfüllung leben können.
Dabei geht das HPM u. a. von den aus Maslows Theorien abgeleiteten Grundannahmen aus:
- In jedem Menschen sind die Wünsche nach Selbstentfaltung und Sinnerfüllung seines Lebens angelegt, die den höchsten Ausdruck des     menschlichen Seins darstellen.
- Diese gilt es zu stärken, anstatt die Menschen an die Bedürfnisse der Gesellschaft anzupassen.
- Die Entfaltung des Potentials zur Selbstverwirklichung führt zu größerer Reife,  Angstfreiheit, Gesundheit, Selbsterfüllung und Lebenssinn.
- Der Fokus liegt auf dem Hier-und-Jetzt (anstatt auf der Kindheit, Lebensgeschichte oder der Bearbeitung alter Konflikte), auf den gesunden Anteilen im Menschen (anstatt auf etwaigen Störungen, die es zu beseitigen gilt) und auf der Förderung von Ressourcen und Wachstum.
- Der ganzheitliche Ansatz beschäftigt sich mit allen Ebenen des Menschen, nicht nur mit seinen existentiellen Bedürfnissen (physiological needs, safety needs, love needs, esteem needs, needs for self-actualization, → siehe Maslowsche Bedürfnishierarchie), sondern auch mit seiner Intellektualität, Kreativität, Spiritualität und seinem Bedürfnis nach Selbstverwirklichung.[1][2][4]

Daraus entwickelte sich innerhalb der Anhängerschaft eine Kultur der wechselseitigen Potenzialförderung, die mit der Annahme verbunden war, dass sich auf lange Sicht daraus ein positiver gesamtgesellschaftlicher Effekt ergeben werde. Mit seinen Ideen beeinflusste das HPM maßgeblich die weitere Entwicklung in zahlreichen humanistisch-existentialistischen Psychotherapierichtungen und der Positiven Psychotherapie.
HPM bildete eine der Quellen, die in die Entstehung von New Age Bewegungen einflossen. Auch die Hippiekultur und psychedelische Bewegung bezogen sich u. a. auf das HPM. Auch griff der Coach und Bestsellerautor Anthony Robbins in der von ihm begründeten Neuroassoziativen Konditionierung Gedanken des HPM auf. Ideen des HPM erscheinen auch in umstrittenen Konzepten wie Large Group Awareness Training und Instant-Healing.

## Persönlichkeiten
- William James (1842–1910), Psychologe und Philosoph
- Fritz Perls (1893–1970), Psychiater und Psychotherapeut
- Abraham Maslow (1908–1970), Psychologe
- Alan Watts (1915–1973), Religionsphilosoph
- Carl Rogers (1902–1987), Psychologe und Psychotherapeut
- Alexander Everett (1921–2005)
- Werner Erhard (* 1935)
- Fernando Flores (* 1943), Politiker, Ingenieur und Philosoph
- Jean Houston (* 1937)
- Joshua Loth Liebman
- Harold C. Lyon (1935–2019), Wissenschaftler, Didaktiker, Psychologe und Autor
- Harvey Jackins (1916–1999)
- George Leonard (1923–2010)
- Michael Murphy (* 1930), Mitbegründer des Esalen-Institut und Autor
- Viktor Frankl (1905–1997), Neurologe und Psychiater
- Marilyn Ferguson (1938–2008), Schriftstellerin
- Anthony Robbins (* 1960), Autor
- Virginia Satir (1916–1988), Psychotherapeutin
- Michaela Brohm-Badry (* 1962), Neurowissenschaftlerin und Lernforscherin